# Mūrderāz-e Vosţá
Mūrderāz-e Vosţá (persiska: موردِرازِ ميانی, موردِرازِ وَسَط, Mūrderāz-e Mīānī, موردراز وسطی) är en ort i Iran.   Den ligger i provinsen Kohgiluyeh och Buyer Ahmad, i den centrala delen av landet, 600 km söder om huvudstaden Teheran. Mūrderāz-e Vosţá ligger 1 794 meter över havet och antalet invånare är 244.
Terrängen runt Mūrderāz-e Vosţá är huvudsakligen kuperad, men den allra närmaste omgivningen är platt. Mūrderāz-e Vosţá ligger nere i en dal. Runt Mūrderāz-e Vosţá är det ganska glesbefolkat, med 28 invånare per kvadratkilometer. Närmaste större samhälle är Yasuj, 6,8 km norr om Mūrderāz-e Vosţá. Omgivningarna runt Mūrderāz-e Vosţá är i huvudsak ett öppet busklandskap.